# Havanardia kilifiensis
Havanardia kilifiensis is een mosselkreeftjessoort uit de familie van de Bairdiidae. De wetenschappelijke naam van de soort is voor het eerst geldig gepubliceerd in 1989 door Jellinek.